# LOT波蘭航空

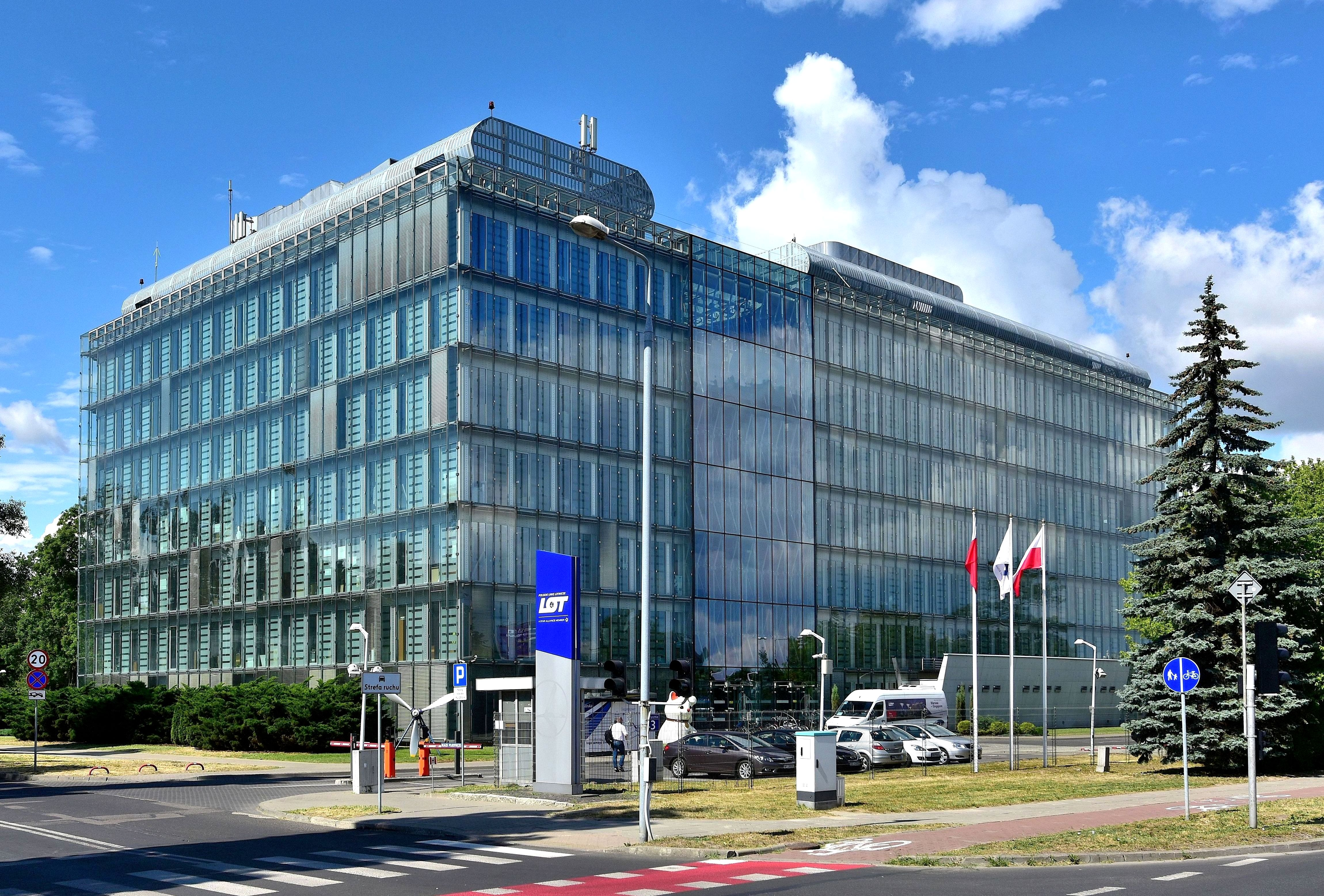
LOT波蘭航空總部

LOT波蘭航空（波蘭語：Polskie Linie Lotnicze LOT）是波蘭的國家航空公司，故中文一般簡稱波航。該航空公司的總部設在華沙，並以華沙蕭邦機場為樞紐。
LOT波蘭航空於2003年正式成為星空聯盟的成員。
LOT波蘭航空的波蘭語名稱中，解作「波蘭航空」，則解作「航班」，且意為「波蘭航空航班」。

## 歷史

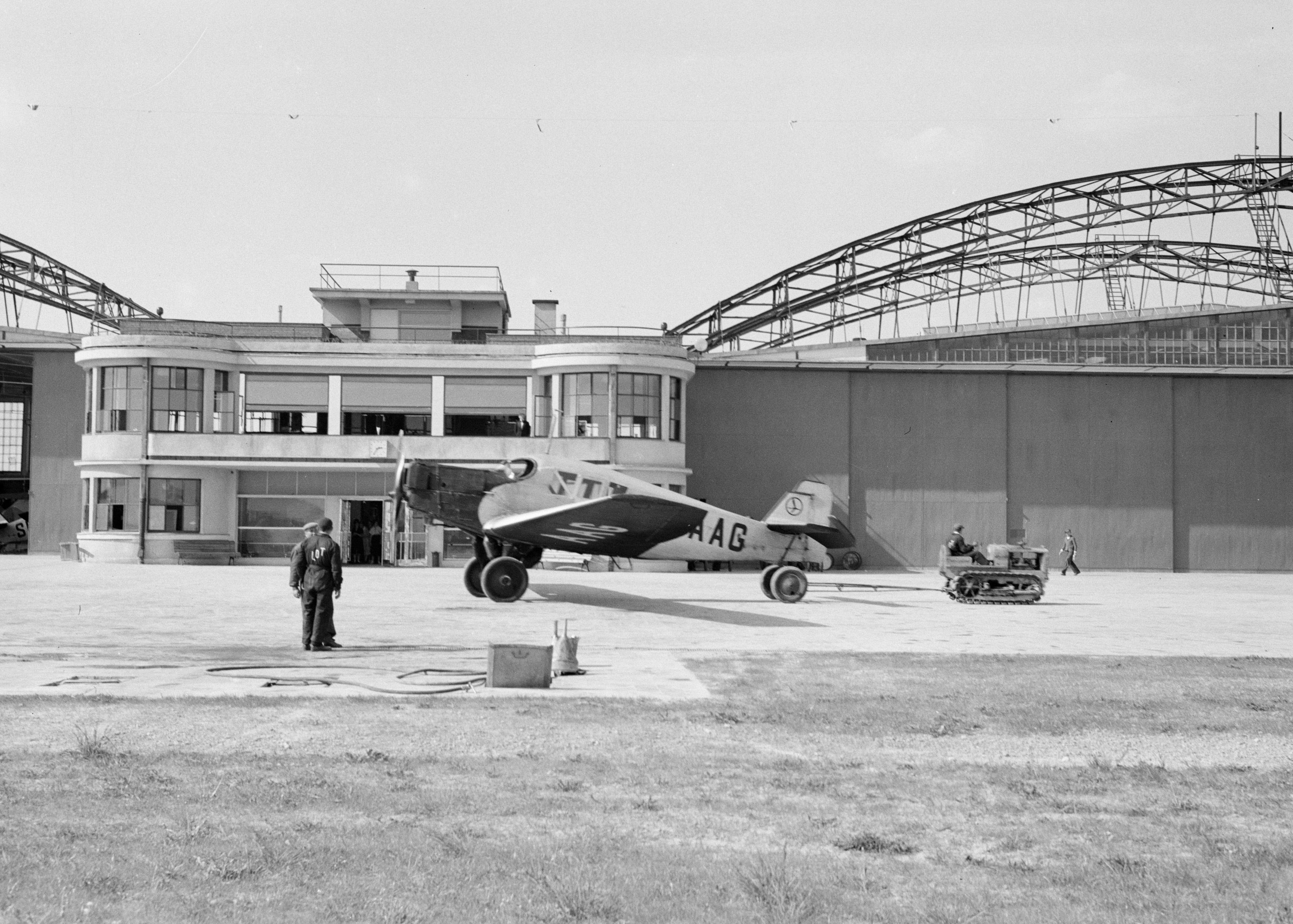
LOT波蘭航空首款使用的飛機為容克斯 F.13

LOT波蘭航空成立於1928年12月29日，並於1929年1月1日開始營運。LOT波蘭航空是由波蘭政府出資成立，但獨立經營的航空公司，接管了當時兩間國內航空公司Aerolot和The Society of Air Transportation Aero SA。波蘭航空首兩款使用的飛機為容克斯 F.13和福克F.VII，首條國際航線來往維也納於1929年8月2日開辦。1930年加入了國際航空運輸協會，1932年開辦往柏林、雅典、赫爾辛基、布達佩斯的航線，並於1939年將航線延長至貝魯特、羅馬和哥本哈根。道格拉斯DC-2、洛歇10型及洛歇14型亦分別於1935年、1936年及1938年加入機隊。至1939年LOT波蘭航空共運載了超過218,000名乘客。
第二次世界大戰爆發，LOT波蘭航空被迫暫停運作，旗下飛機被送至羅馬尼亞、波羅的海國家和大不列顛島。蘇聯入侵波蘭結束後，波蘭空軍於1944年8月至1945年12月期間提供波蘭的基本空中交通服務。1945年3月10日波蘭政府重組LOT波蘭航空，1946年波蘭航空以10架里蘇諾夫Li-2T重新運作，隨後再接收多架Li-2P和9架道格拉斯C-47。國內和國際航班同樣於1946年恢復，首先是往柏林、巴黎、斯德哥爾摩和布拉格，其後再於1947年新增航班往布加勒斯特、布達佩斯、貝爾格萊德和哥本哈根。1947年至48年間5架SNCASE SE.161加入了機隊，1949年有5架伊留申伊爾-12B加入機隊，1955年至57年間亦引入伊留申伊爾-14。在蘇聯統治期間，波蘭航空只引入少數西方飛機，5架康維爾 CV-240及3架維克斯子爵分別於1957年及1962年引入。其後LOT波蘭航空的機隊只由蘇聯製的飛機組成。

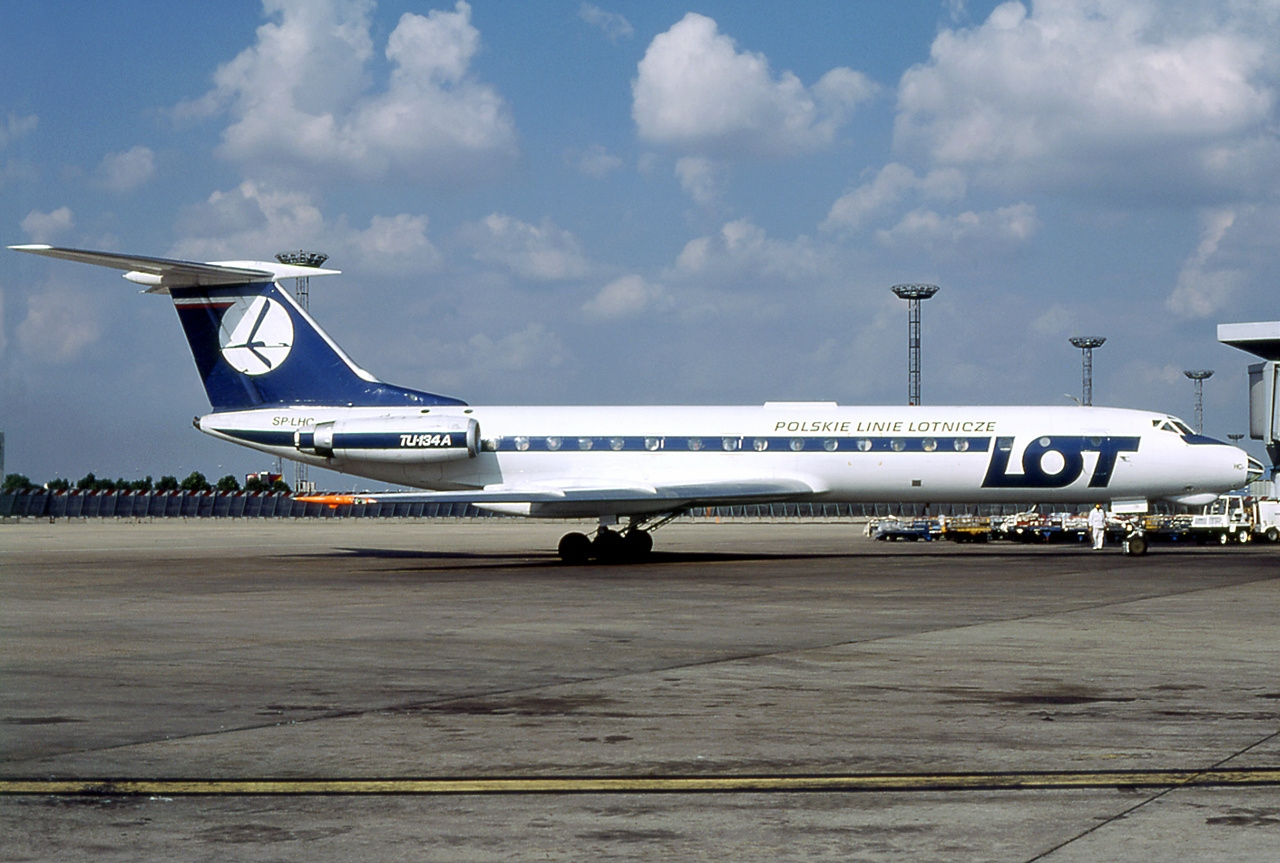
LOT波蘭航空於1968年接收首架噴射機圖波列夫Tu-134

1961年6月，9架伊爾-18陸續加入機隊，促使非洲和中東航線的開通，並於1963年開辦航線往開羅。1966年4月接收了安托諾夫An-24，及在1968年11月接收其首架噴射機圖波列夫Tu-134。接收長程飛機伊爾-62後，波蘭航空於1972年開辦首條越大西洋航線往多倫多及於1973年開辦往紐約。1977年，波蘭航空開辦首條遠東航線，經杜拜及孟買往曼谷。1981年部分西方國家中斷了往華沙的航班。1984年波蘭航空才恢復往紐約和芝加哥的非定期航班。1980年代引入中程客機圖波列夫Tu-154取代伊爾-18和Tu-134，1986年跨大西洋航線已開通底特律和洛杉磯。1987年3月30日，波兰航空开航北京，其后两次停航，2012年第二次复航。
LOT波蘭航空的飛機機身塗裝的藍色LOT字樣及藍色的垂直尾翼塗裝，是在1977年推出的，而於1929年設計的鶴標誌則從1931年一直沿用至今。
1989年波蘭共產政權倒台後，LOT波蘭航空的機隊陸續轉為西方先進飛機。於1989年4月添置波音767-200，1990年3月引入波音767-300，1991年8月引入ATR 72，於1992年及1993年購入波音737-500及737-400，同時開通更多西方航線。1992年12月波蘭航空成為股份公司，作為部分私有化的第一步。1999年波蘭航空股權分配為：財政部持有67.97%，Regionalny Fundusz Gospodarczy S.A.持有25.1%，員工持有6.93%。1997年，波蘭航空設立子公司EuroLOT，經營波蘭航空的國內航線。2003年10月26日，LOT波蘭航空加入了星空聯盟。LOT波蘭航空於2004年成立了一家廉價航空公司Centralwings，但該廉航因長期虧損而於2009年停止營運。
2018年1月1日起，LOT波蘭航空改以控股公司制運作，由國營的波蘭航空集團全資持有此公司及關連公司的股權。
2020年1月24日，母公司波蘭航空集團宣佈收購德國神鹰航空，但最後收購方案作廢。

## 航點及代碼共享

### 代碼共享
LOT波蘭航空與以下航空公司實行代碼共享：
星空聯盟成員
- 愛琴海航空
- 加拿大航空
- 中國國際航空
- 印度航空
- 全日空
- 韓亞航空
- 奧地利航空
- 克羅地亞航空
- 埃及航空
- 漢莎航空
- 北歐航空
- 新加坡航空
- 瑞士國際航空
- TAP葡萄牙航空
- 土耳其航空
- 長榮航空

其他航空公司
- 俄羅斯航空（天合聯盟）
- 阿斯塔納航空
- 波羅的海航空
- 摩爾多瓦航空
- 白俄羅斯航空
- 以色列航空
- 捷藍航空
- 盧森堡航空

## 機隊

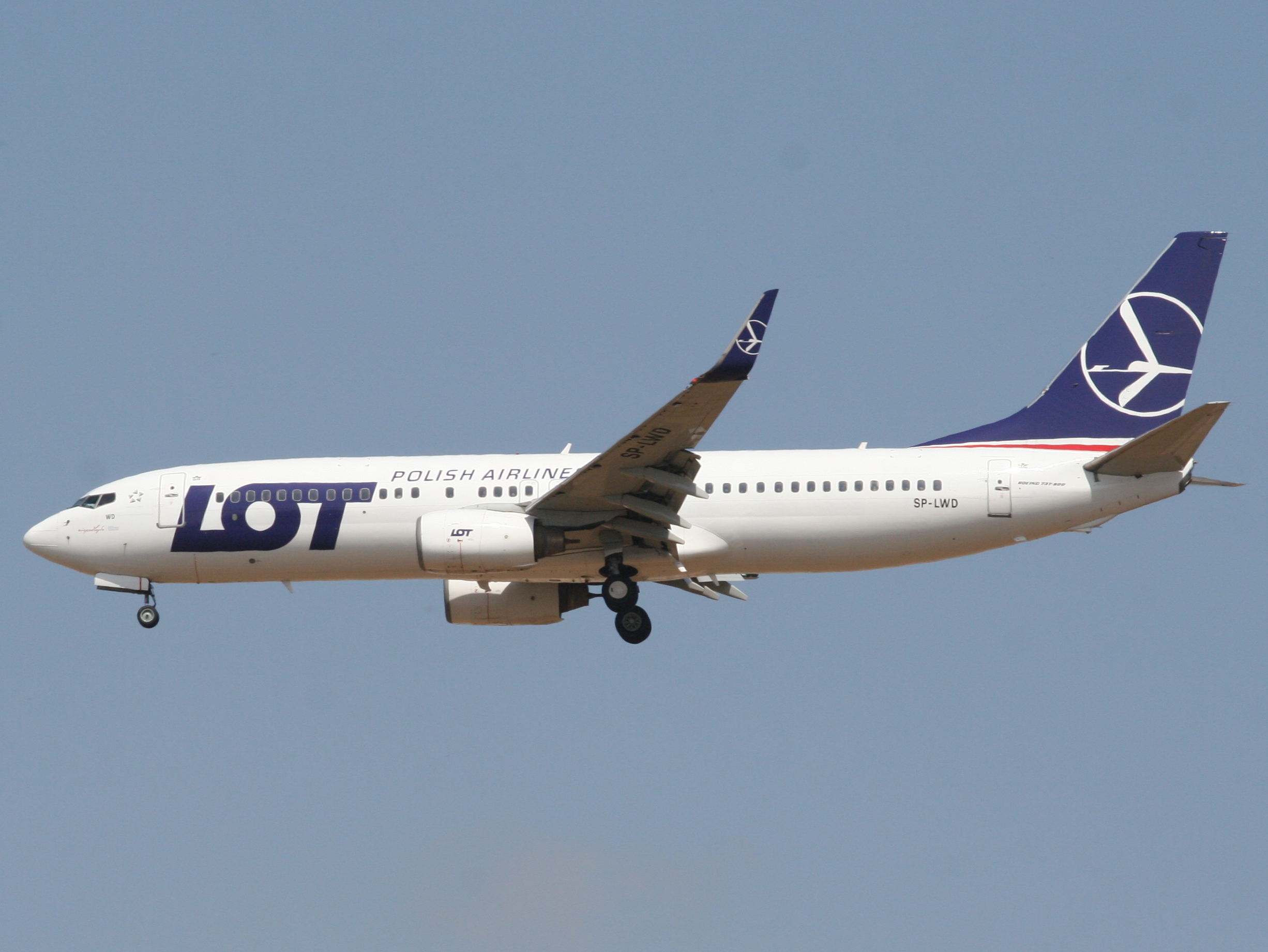
波音737-800

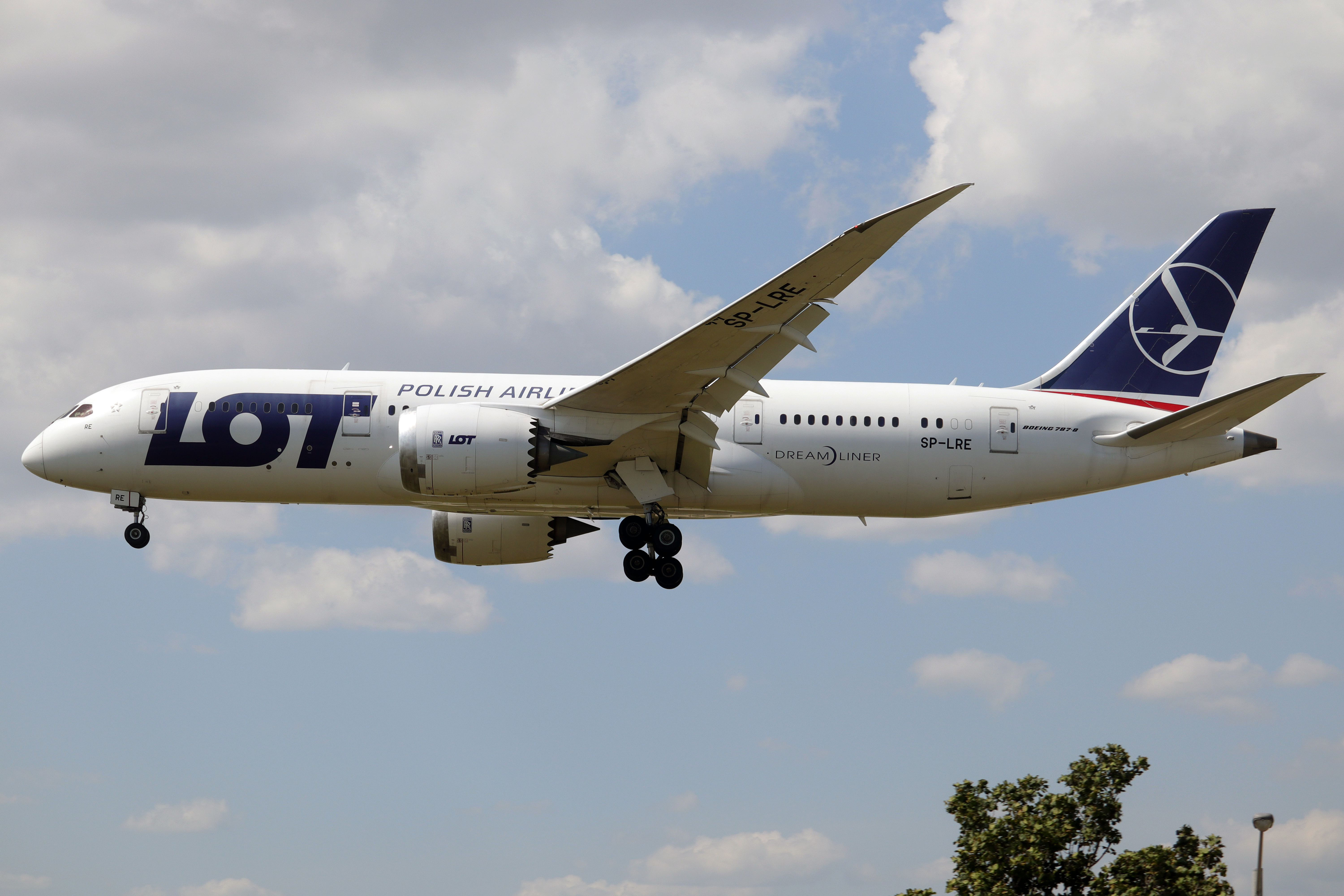
波音787-8

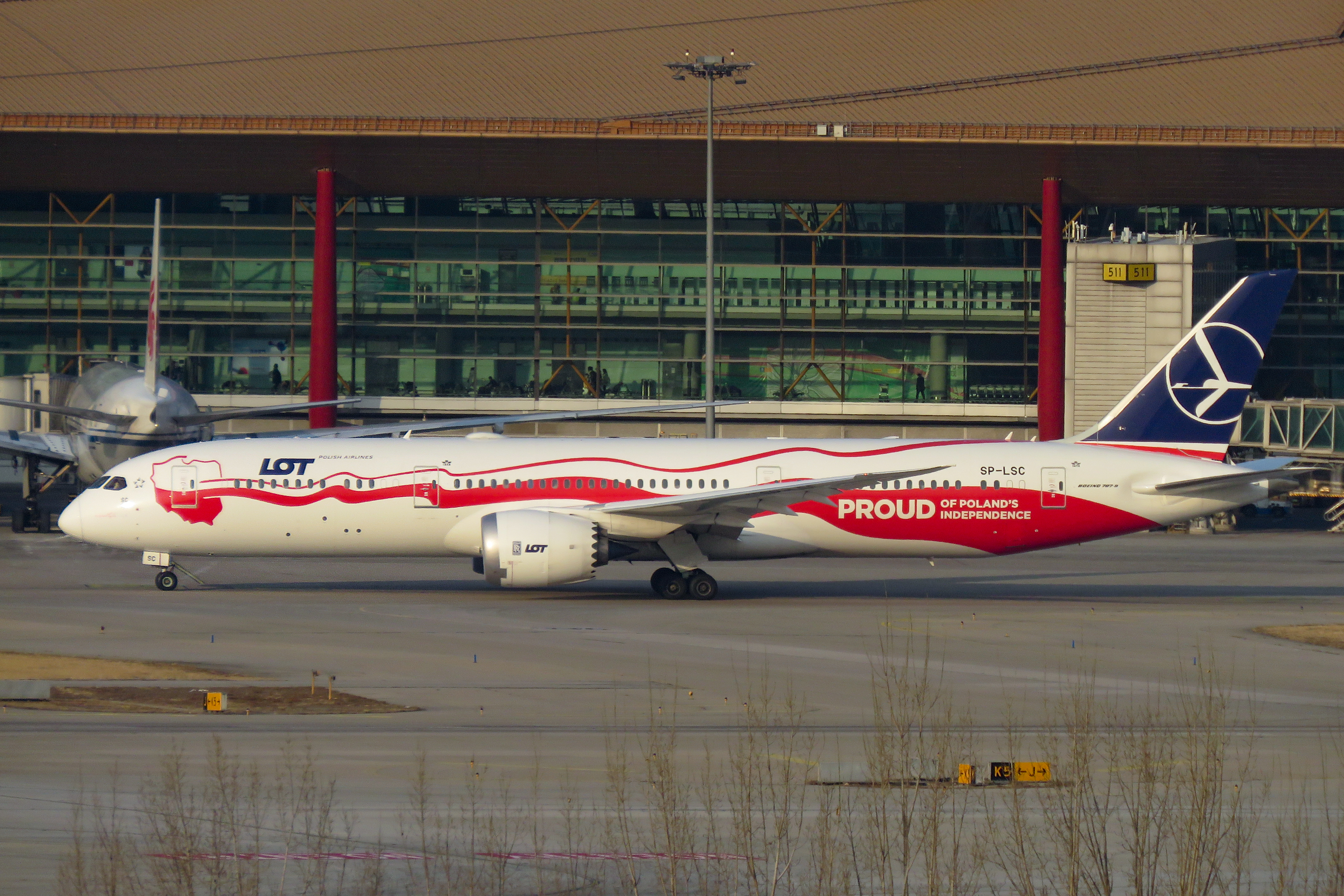
披上波蘭獨立百周年塗裝的波音787-9

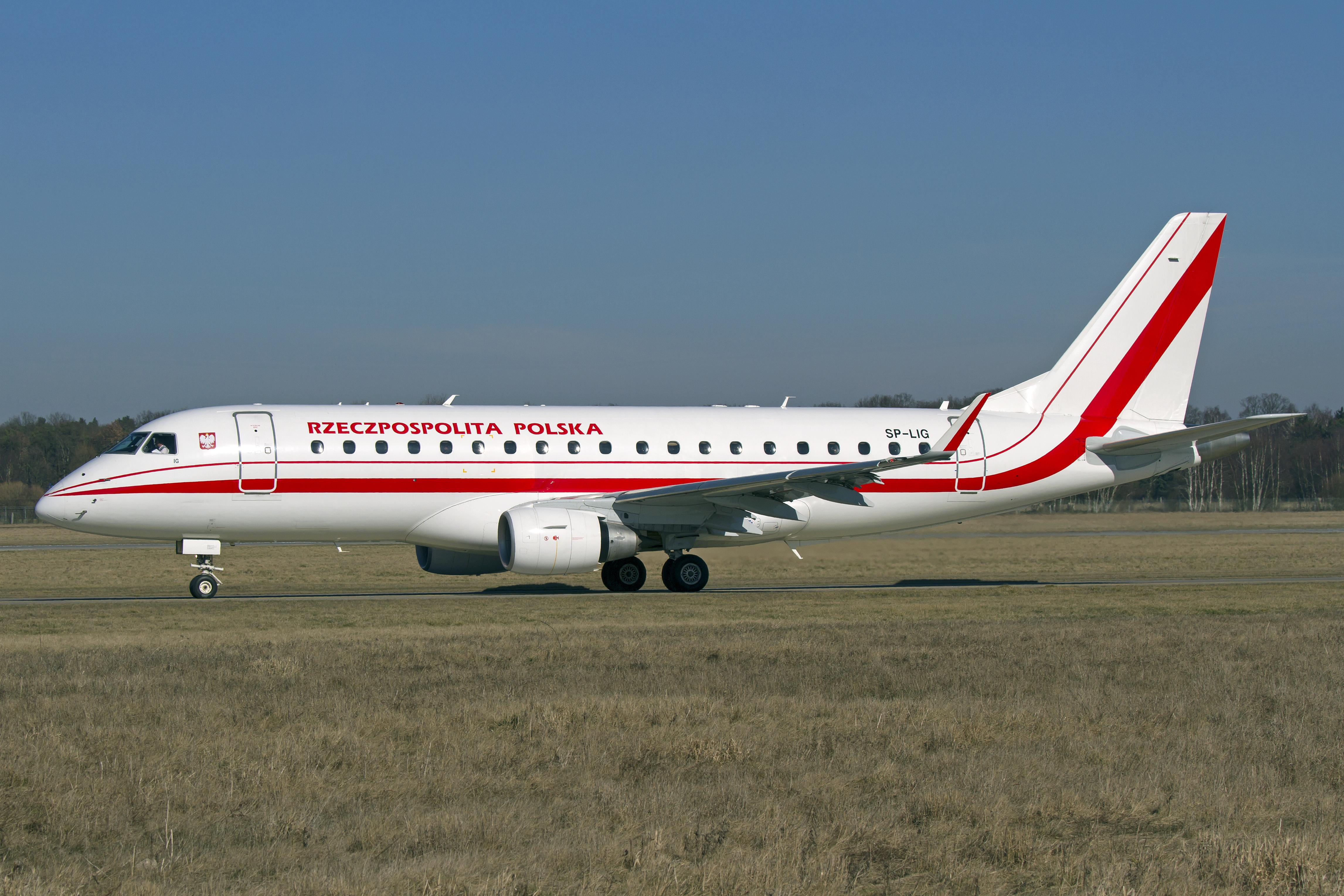
租借予波蘭國防部作政府專機的兩架E175LR中的一架

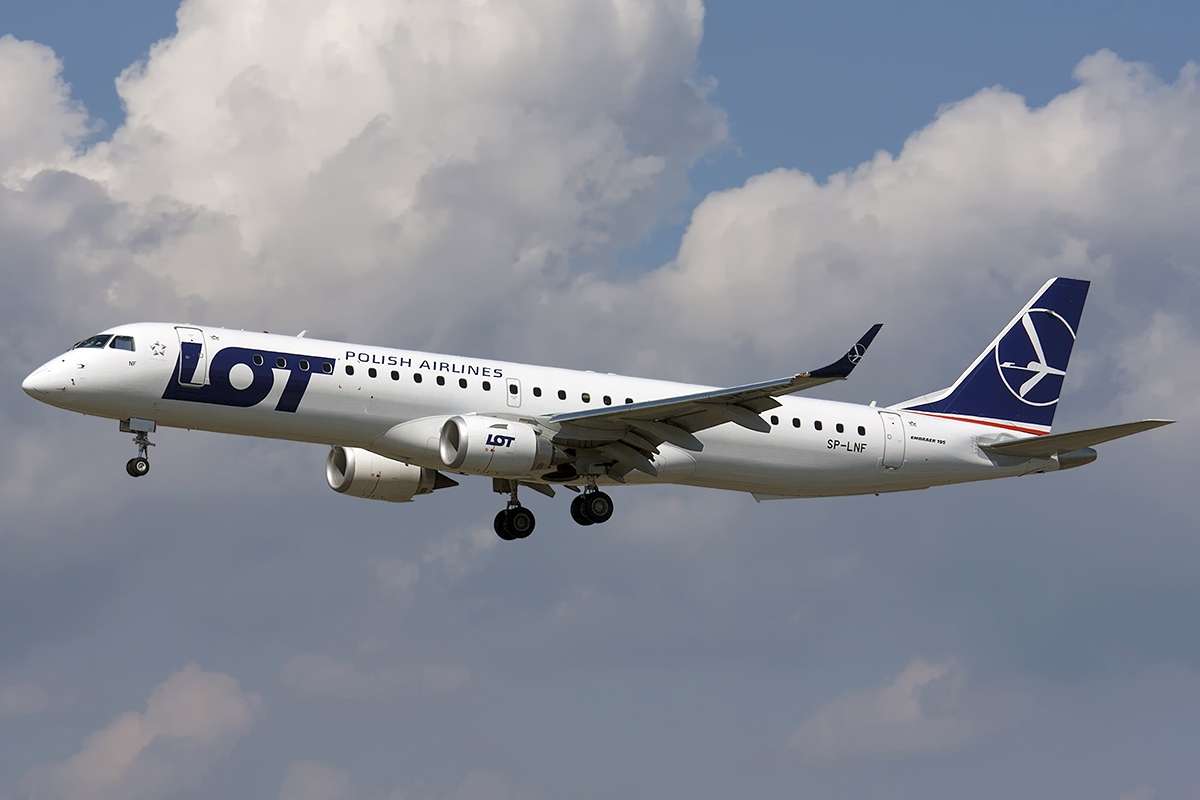
巴西航空工業E195LR

### 現役機隊
截至2020年11月，LOT波蘭航空的機隊如下：

### 已退役機型
| 機型                | 數量 | 引入年份 | 退役年份 | 備註                         |
| ------------------- | ---- | -------- | -------- | ---------------------------- |
| Aero Ae-45          | 3    | 1952     | 1957     |                              |
| 安托諾夫An-24       | 未知 | 1966     | 1991     | 20架於1977年購入             |
| 安托諾夫An-26       | 未知 | 1974     | 未知     | 租自波蘭空軍                 |
| 波音737-300         | 4    | 1996     | 2005     |                              |
| 波音737-400         | 10   | 1993     | 2020     |                              |
| 波音737-500         | 12   | 1992     | 2012     |                              |
| 波音737-700         | 1    | 2019     | 2020     | [ 14 ]                       |
| 波音767-200ER       | 3    | 1989     | 2008     | 歐洲首間營運此機型的航空公司 |
| 波音767-300ER       | 7    | 1990     | 2013     | 歐洲首間營運此機型的航空公司 |
| 龐巴迪CRJ-700ER     | 未知 | 2016     | 2020     | 租自諾迪卡航空               |
| 賽斯納UC-78         | 未知 | 1946     | 1950     |                              |
| 康維爾 CV-240       | 未知 | 1957     | 1966     |                              |
| 道格拉斯DC-2        | 3    | 1935     | 1939     |                              |
| 道格拉斯DC-3        | 未知 | 1946     | 1959     |                              |
| 道格拉斯DC-8-62     | 未知 | 1988     | 1988     |                              |
| 巴西航空工業ERJ-145 | 14   | 1999     | 2011     |                              |
| 福克100             | 未知 | 2016     | 2016     |                              |
| 福克F.VII/1m        | 6    | 1929     | 1939     |                              |
| 福克F.VII/3m        | 13   | 1929     | 1939     |                              |
| 容克斯 F.13         | 未知 | 1929     | 1936     |                              |
| 容克斯 Ju 52/3mge   | 未知 | 1936     | 1939     |                              |
| 伊留申伊爾-12B      | 未知 | 1949     | 1957     |                              |
| 伊留申伊爾-14P      | 未知 | 1955     | 1961     |                              |
| 伊留申伊爾-18       | 未知 | 1961     | 1990     |                              |
| 伊留申伊爾-62       | 未知 | 1972     | 1992     |                              |
| 里蘇諾夫Li-2        | 未知 | 1945     | 1969     |                              |
| 洛歇10型            | 未知 | 1936     | 1939     |                              |
| 洛歇14型            | 未知 | 1938     | 1940     |                              |
| 麥道DC-10-30        | 未知 | 1994     | 1996     |                              |
| PWS-24              | 未知 | 1933     | 1939     |                              |
| PZL.4               | 未知 | 1933     | 1935     |                              |
| PZL.44 Wicher       | 未知 | 1939     | 1939     |                              |
| SNCASE SE.161       | 未知 | 1947     | 1950     |                              |
| 圖波列夫Tu-134      | 5    | 1968     | 1994     |                              |
| 圖波列夫Tu-134A     | 7    | 1968     | 1994     |                              |
| 圖波列夫Tu-154      | 未知 | 1986     | 1995     |                              |
| 維克斯子爵          | 未知 | 1962     | 1967     |                              |
| 雅克列夫Yak-40      | 未知 | 1982     | 1989     |                              |

- 伊留申伊爾-18
- 安托諾夫An-24
- 伊留申伊爾-62
- 圖波列夫Tu-154
- 波音767-200ER
- 巴西航空工業ERJ-145

## 事件
- 1980年3月14日：波兰航空一架伊尔62客机执飞从美国纽约到波兰华沙的007号航班，在复飞之后，由于引擎故障导致飞机部分控制面失去控制，最终在华沙机场附近坠毁，机上87人全部遇难。
- 1987年5月9日：波兰航空一架伊尔62客机执飞从波兰华沙到美国纽约的5055号航班，由于引擎爆炸引发火灾，致使飞机失控，最终在华沙机场外6公里的一个森林内坠毁，机上183人全部遇难。
- 2011年11月1日：波兰航空一架波音767客机执飞从美国纽约到波兰华沙的16号航班，因为液压油泄漏导致起落架全部无法展开，在空中盘旋一小时消耗多余燃油后，飞机最终以机腹着陆的方式降落在华沙萧邦机场，乘客连同机组人员共231人无人伤亡。
- 2018年11月16日：波兰航空一架波音787客机从北京飞往波兰首都华沙。但液压泵出现故障，飞机滞留北京10小时未能起飛。理由是維修部門要求先付款才进行修理，[15]而波蘭航空無法付款，最後公司人員上機向乘客籌集2500元人民币後才付了維修費得以起飛。波兰航空董事会成员威尔克（Maciej Wilk）事後道歉表明駐北京辦事處經理有過失，在溝通能力和付款能力亦出現問題。[16]

## 外部連結
- 官方網站（页面存档备份，存于）（波兰語）（英文）